# Jindřich Mánek
Jindřich Mánek (18. července 1912 Raškovice u Frýdku – 18. října 1977 Praha) byl český teolog, duchovní Církve československé husitské, biblista-novozákoník, překladatel, profesor a děkan Husovy československé bohoslovecké fakulty v Praze.

## Život
Rodák ze slezských Raškovic po ukončení středoškolských studií na místeckém gymnáziu od roku 1931 studoval teologii na Husově československé evangelické fakultě bohoslovecké (HČEFB), kterou absolvoval v roce 1937. V témže roce vysvěcen z jáhna na kněze Církve československé (husitské). Roku 1937 byl ustanoven do Pardubic, rok poté přímo jako farář v náboženské obci Heřmanův Městec (1938–1948). Uzavřel sňatek s Annou roz. Seckou (syn Michael).

V průběhu roku 1946 studoval teologii na anglické University of Durham u profesora novozákonní vědy Charlese Kingsleye Barretta, na HČEFB v Praze byl na základě své obhájené disertační práce Ježíš výrokových studií v témže roce promován doktorem teologie.

V letech 1948–1950 působil ve funkci ředitele bohoslovecké koleje CČS v Praze. Na nově ustavené Husově československé bohoslovecké fakultě v Praze se od jejího založení (1950) stal řádným profesorem a vedoucím stolice Nového zákona, později vedoucím katedry biblické teologie. V období 1956–1958 stál v čele HČBF ve funkci děkana, několikrát byl také proděkanem. Přestože hlavní oblastí jeho obsáhlé vědecké práce byla novozákonní teologie, jako znalec hebrejštiny působil též v oblasti starozákonní vědy.

V roce 1957 byl zvolen řádným členem světové oborové organizace novozákoníků Studiorum Novi Testamenti Societas. Jako jeden z předních ekumenicky zaměřených biblistů své doby pracoval v letech 1962–1977 za Církev československou (husitskou) v mezikonfesní novozákonní překladatelské skupině českého ekumenického překladu Bible, od roku 1972 až do své smrti (1977) jako její vedoucí.

## Dílo

### Knihy a skripta
- Úvod do četby Bible. Praha 1949
- Radostné poselství : (5 postil). Praha 1951
- Apoštol Pavel. Praha 1952
- Slovo věčného života. Praha 1952
- Biblické hodiny pro dospělé. Praha 1952
- Stolování s Ježíšem. Praha 1952
- Setkání s Pánem : (Postavy Nového Zákona). Praha 1954
- Výklad I. a II. listu Soluňským. Praha 1956
- Výklad evangelia Janova. Praha 1958
- Přístup k Písmu : (Uvedení do studia Bible). Praha 1961
- Sůl země : 20 zastavení nad vybranými biblickými texty. Praha 1964
- Dům na skále : Ježíšovo kázání na Hoře. Praha 1967
- Ježíšova podobenství. Praha 1972
- Pohled Bible na smrt a na život. Praha 1973 (2. doplněné a rozšířené vydání o další studie pod názvem Ze smrti do života vydal Zdeněk Sázava v roce 1998)
- Čas nám daný : biblické texty, úvahy, myšlenky a modlitby. Praha 1974, 1980, 1996
- Bible v českých zemích. Praha 1975
- Biblické poselství k významným dnům církevního roku. Praha 1976
- …und brachte Frucht: die Gleichnisse Jesu. Berlin 1977
- Když Pilát spravoval Judsko : kapitoly z dobového pozadí Nového Zákona. Praha 1980
- Kámen vyvolený a vzácný : výklad 1. listu Petrova. Praha 1997

### Spolupráce na překladech Nového zákona
- Bible – Písmo svaté Starého a Nového zákona. Český ekumenický překlad, Praha 1979, 1984 (s deuterokanonickými texty 1985); další revidovaná vydání vycházejí až do současnosti v gesci České biblické společnosti
- Nový zákon : překlad s poznámkami. Čtyři evangelia. Praha 1973
- Nový zákon : překlad s poznámkami. Skutky apoštolské – Epištoly – Zjevení. Praha 1978

### Sborníky
- Výbor z novozákonních apokryfů : (Evangelia a skutky apoštolů). Praha 1959
- Brevíř naděje : výbor z poezie inspirované Biblí. Praha 1970
- Bible a přístup k ní v krátké historii církve československé, in: Miloslav Kaňák (ed.), Padesát let Československé církve. Praha 1970

### Studie, eseje a články
- Hojně publikoval v domácích (Communio viatorum) i zahraničních (mj. Novum Testamentum, Biblia revuo, Kairos) časopisech, zejména pak v periodických tiskovinách CČS(H), dvouměsíčníku Náboženská revue církve československé (Theologická revue CČSH), týdeníku Český zápas a každoročně vydávaném kalendáři Blahoslav.